# De robots van Danderzei
De robots van Danderzei is een stripalbum uit 1986 en het achttiende deel uit de stripreeks Storm, getekend door Don Lawrence naar een scenario van Martin Lodewijk. Het is het negende deel van de subreeks De kronieken van Pandarve.

## Verhaallijn
Op het planeetje Schuim monsteren Storm, Roodhaar en Nomad aan op het schip van moeder Krone en haar zwakzinnige zoons. Zij blijkt echter een slavenhaler die de drie samen met een ruim vol kinderen verkoopt aan robots. Deze robots nemen hen mee naar Danderzei, een ringvormig metalen miniplaneetje aan de andere kant van het Pandarve-universum, bevolkt door robots. Daar worden ze op een slavenmarkt verkocht.
De markt wordt echter verstoord door vleesactivisten, die vinden dat 'vleeswezens' evenveel rechten hebben als robots. De demonstratie wordt door kortsluiting veroorzakende waterkanonnen neergeslagen, maar Roodhaar weet te ontsnappen met de activisten. De leidster van deze activisten is een groene robot met de naam Rak*El.
Storm wordt verkocht aan Heer Makinx. Daar, in zijn 'roedel', komt hij erachter dat mensen door robots als een soort huisdieren worden gezien en gehouden. Kinderen worden gebruikt om de huizen op te vrolijken, en volwassenen worden ingezet als 'vechthonden' in gevechten waarop druk gewed wordt. Het is de bedoeling dat ook Storm in gevechten wordt ingezet. Er zijn in het verleden weliswaar opstanden geweest, maar daar metaal sterker is dan vlees, zijn die telkens neergeslagen.
Het blijkt dat de robots slechts via moeder Krone contact met mensen hebben gehad en niet beseffen dat er ook werelden als Pandarve bestaan, volledig bevolkt door 'vleeswezens'. Moeder Krone voert al 400 jaar haar winstgevende handel uit. De robots zijn niet zozeer kwaadaardig, maar weten domweg niet beter, en begrijpen mensen niet.
Storm moet uiteindelijk tegen Nomad vechten, maar ze worden beiden gered door Roodhaar en Rak*El. Naar aanleiding van dit incident vaardigt Mainframe een bevel uit dat alle mensen moeten worden afgemaakt. Storm wil dit koste wat kost voorkomen. Dit doet hij door zichzelf als computerprogramma te kopiëren en in Mainframe te downloaden. Dit programma handelt als een computervirus en weet Mainframe uit te schakelen, waarmee alle robots behalve Rak*El ophouden te functioneren. Mainframe wordt geherprogrammeerd, maar met de instructie dat mensen gelijkwaardig zijn aan robots. De menselijke bevolking van Danderzei is vanaf nu gelijkwaardig aan robots, zodat moeder Krone bij haar volgende reis de verrassing van haar leven krijgt.

## Personages
- Moeder Krone is een slavenhandelaar met haar zwakzinnige zoons die kinderen van Pandarve en haar satellieten ontvoert om ze aan de robots van Danderzei te verkopen.
- Heer Makinx is een robot van Danderzei en eigenaar van een 'roedel', waartoe Storm uiteindelijk ook behoort. De 'vechthonden' (mensen) worden ingezet in gladiatorengevechten. Makinx is, zoals de meeste robots, niet zozeer slecht maar onwetend: hij beseft niet dat 'vleeswezens' ook gevoelens hebben.
- Rak*El is een mensenrechtenactiviste, wat haar regelmatig in problemen brengt met het gezag. Zij redt Storm, Nomad en Roodhaar, blijft als enige robot functioneren na de vernietiging van Mainframe, en herprogrammeert Mainframe.
- Mainframe is het centrale computerprogramma dat alle robots op Danderzei aanstuurt. Instructies van Mainframe zijn zo krachtig, dat zelfs Rak*El zich er niet tegen had kunnen verzetten als de groep zich niet in hun schuilplaats had bevonden. Uiteindelijk wordt Mainframe geherprogrammeerd met de instructie dat mensen gelijkwaardig aan robots zijn.